# Джаніке
Джаніке́ (крим. Canike, جانـيـكه‎; кінець XIV століття — 1437) — кримська принцеса з роду Чингізидів, дочка золотоординського хана Тохтамиша, дружина полководця еміра Едигея, правителька Кирк-Ору.
У 1416 році зі своєю свитою здійснила паломництво в Мекку, що справило велике враження на весь мусульманський світ, внаслідок чого вона здобула популярність в ісламських країнах.
Джаніке Ханим зіграла важливу роль у відокремленні Кримського ханства від Золотої Орди. Вона як правителька Киркорського бейлика надавала підтримку майбутньому першому кримському хану Хаджі Ґераю в боротьбі з нащадками Тохтамиша Кічі-Мухаммедом і Саїд Ахмадом, які претендували на повну владу в Криму.
Померла на півострові в 1437 році, де і була похована в спеціально побудованому мавзолеї (кримськотатарською — «дюрбе») з титулом «Великої державниці». З персоною Джаніке пов'язана велика кількість кримськотатарських легенд і оповідей.

## Біографія

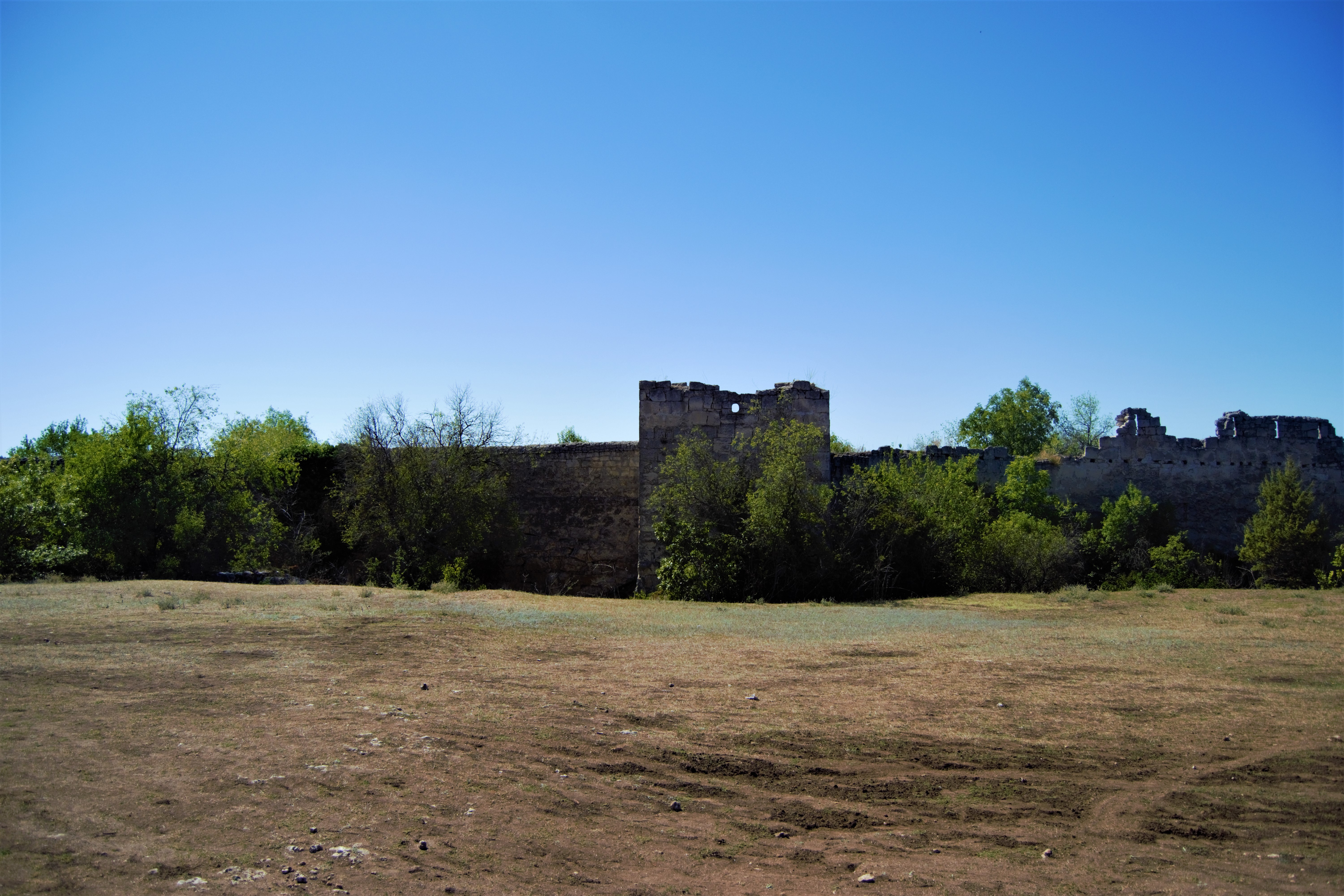
Руїни фортечних стін Кирк-Ора — родового володіння Джаніке

Народилася в кінці XIV століття в Криму, у місті Кирк-Ор. Її батьком був хан Золотої Орди Тохтамиш, а матір'ю — ханша Тогайбек (у російськомовних джерелах — Тавлін-бек), — дочка Кіркєльського темника Хаджі-бека, намісника золотоординського хана (сина Іпака, що був в свою чергу онуком Баяна, сина Тука-Тимура). Про дитинство Джаніке майже нічого невідомо. Вона народилася приблизно за 14-15 років до розриву дружніх відносин між Едигеєм і Тохтамишем у 1397 році.
Першим документальним свідченням про Джаніке Ханим є згадка про її шлюб з Едигеєм, — сином тюркського беклярбека Балтичака та еміром Ногайської Орди. Едигей був тоді у близьких дружніх відносинах із Тохтамишем. Починаючи з 1395 року, після поразки Тохтамиша від Тимура (Тамерлана), вплив Едигея, зміцнений одруженням із Джаніке, значно зріс. Шлюб із чингізідкою, дочкою золотоординського хана, давав можливість нащадкам Едигея, який сам не був чингізидом, претендувати на ординський престол. Вигода Тохтамиша від одруження дочки була взаємною — через родинні зв'язки він отримував додаткові важелі впливу на свого еміра. Так, наприклад, сестру Джаніке, ім'я якої невідоме, Тохтамиш видав за іншого ординського еміра — Базана.
У 1397 році Едигей, несподівано для Тохтамиша, перейшов на бік самаркандського правителя Тамерлана, який у той час перебував у стані війни із золотоординським правителем. У гніві через зраду Едигея Тохтамиш убив матір Джаніке Тогайбек. Така ж доля, можливо, спіткала б і його дочку, але та перебувала за межами ханської ставки.
До кінця XIV століття Тохтамиш цілковито втратив свій політичний вплив в Азії, а на початку наступного століття помер за нез'ясованих обставин після чергової сутички з Едигеєм, який до того часу став фактично повновладним правителем Орди. У 1406 році Едигей захопив Хорезм, намісником якого був ставленик Тамерлана (померлого в 1405-му році), а в 1407 році — Булгар, вигнавши звідти Джелал ад-Діна, брата Джаніке, який також претендував на ханський титул. У 1411—1412 роках Джелал ад-Дін взяв в облогу Хорезм, де перебували Едигей і його дружина, проте облога не мала успіху.
Джаніке Ханим прагнула здобути політичний вплив у Золотій Орді. З цією метою 1416 року вона здійснила хадж до Мекки. Про цю подію стало відомо у всьому мусульманському світі, що зміцнило авторитет і вплив Джаніке, підвищило її популярність. Про прибуття дочки Тохтамиша в Дамаск зазначали арабські історики Ібн Хаджар аль-Аскаляні в трактаті «Сповіщення нерозумних про дітей століття» і Макризі: «819 року прибула в Дамаск хатун, дружина Ідіку, володаря Дештського, з проханням здійснити хадж. Разом із нею прибуло 300 вершників, і вони здійснили хадж у товаристві сирійського каравану».
Одним зі свідчень впливу Джаніке на Едигея є випадок порятунку нею свого брата, царевича Кадир-Берди (останнього сина Тохтамиша), від Едигея, що прагнув зробити свого сина від Джаніке єдиним законним претендентом на престол Золотої Орди, фізично усунувши всіх спадкоємців Тохтамиша, зокрема — і саму Джаніке. Вона в супроводі кількох осіб таємно від Едигея відправила брата в Крим (імовірно, в Кирк-Ор), чим забезпечила його безпеку. Через 11 років, у 1420 році, Кадир-Берди, що став ханом Золотої Орди, зібрав військо в Криму й виступив проти Едигея. Під час битви Едигей загинув, а через кілька днів від отриманих поранень помер і сам Кадир-Берди. Джаніке Ханим стала старшою з роду Тохтамиша і могла претендувати на престол в Кирк-Орі, де вона правила, швидше за все, протягом 17 років, аж до своєї смерті в 1437 році.
В умовах усобиць в Орді під час правління Джаніке в Кирк-Орі з'явилася тенденція до відокремлення Криму з огляду на його географічне розташування, розвиток торговельно-економічних відносин, наближеність до Візантії та Західної Європи, при цьому міжусобні зіткнення в Золотій Орді іноді доходили й до Кримських гір. Джаніке зробила ставку на нащадків Таш-Тимура, які знайшли притулок у Великому князівстві Литовському та користувалися його підтримкою. Спочатку Джаніке допомогла сину Таш-Тимура — Девлету-Берди. Але той втягнувся в боротьбу за Сарай і за незрозумілих обставин зник, імовірно заплативши життям за свої амбіції. Після цього протеже Джаніке став небіж Девлета-Берди Хаджі Ґерай
Джаніке надавала підтримку Хаджі у боротьбі з нащадками Тохтамиша Кічі-Мухаммедом і Сайїд Ахмадом, які, так само як і Хаджі Ґерай, прагнули здобути повну владу в Криму. Ймовірно, вона бачила в ньому свого спадкоємця на кримському престолі. У джерелах XVI—XVIII століть повністю переважала позиція, згідно з якою відокремлення кримськотатарської держави зводилося до Тохтамиша, а Джаніке вважалася найважливішою фігурою у цьому процесі.

### Смерть
У 1437 році Джаніке Ханим померла, що сильно послабило становище Хаджі Ґерая в Криму, який позбувся підтримки й був змушений емігрувати у Велике князівство Литовське.

## Легенди
З Джаніке пов'язано декілька різноманітних легенд і оповідок. Найвідомішою легендою є історія про «юну і прекрасну дівчину», що загинула, захищаючи фортецю Кирк-Ор від нападу ворогів, і батько Джаніке Тохтамиш наказав на місці її загибелі спорудити мавзолей. Ця версія видається малоймовірною, оскільки Тохтамиш загинув задовго до смерті дочки — у 1406 році. За іншою легендою, Джаніке загинула поруч зі своїм коханим, не прийнявши волю батьків.
Кримська етнографка Марія Кустова записала народний переказ про те, як до палацу Тохтамиша, де жила Джаніке, потрапив хлопчик — пастух Алі, який розповів їй, що Кирк-Ор в облозі, а люди гинуть від спраги, і що вона, як кажуть люди, насправді не дочка Тохтамиша, а дівчина родом з Ескі-Юрту, і тільки вона, «тонка, як гілочка» дівчина, зможе пробратися до води; усю ніч вони носили воду, заповнюючи басейн. Вранці, згідно з переказом, Джаніке, не витримавши напруги, загинула, ставши шанованою в народі. Палац Тохтамиша справді розташовувався в Кирк-Орі: в районі Бурунчацької стіни збереглися руїни, а розкопки поблизу виявили велику кількість осколків кахлів, якими прикрашали багаті будинки.

## Дюрбе

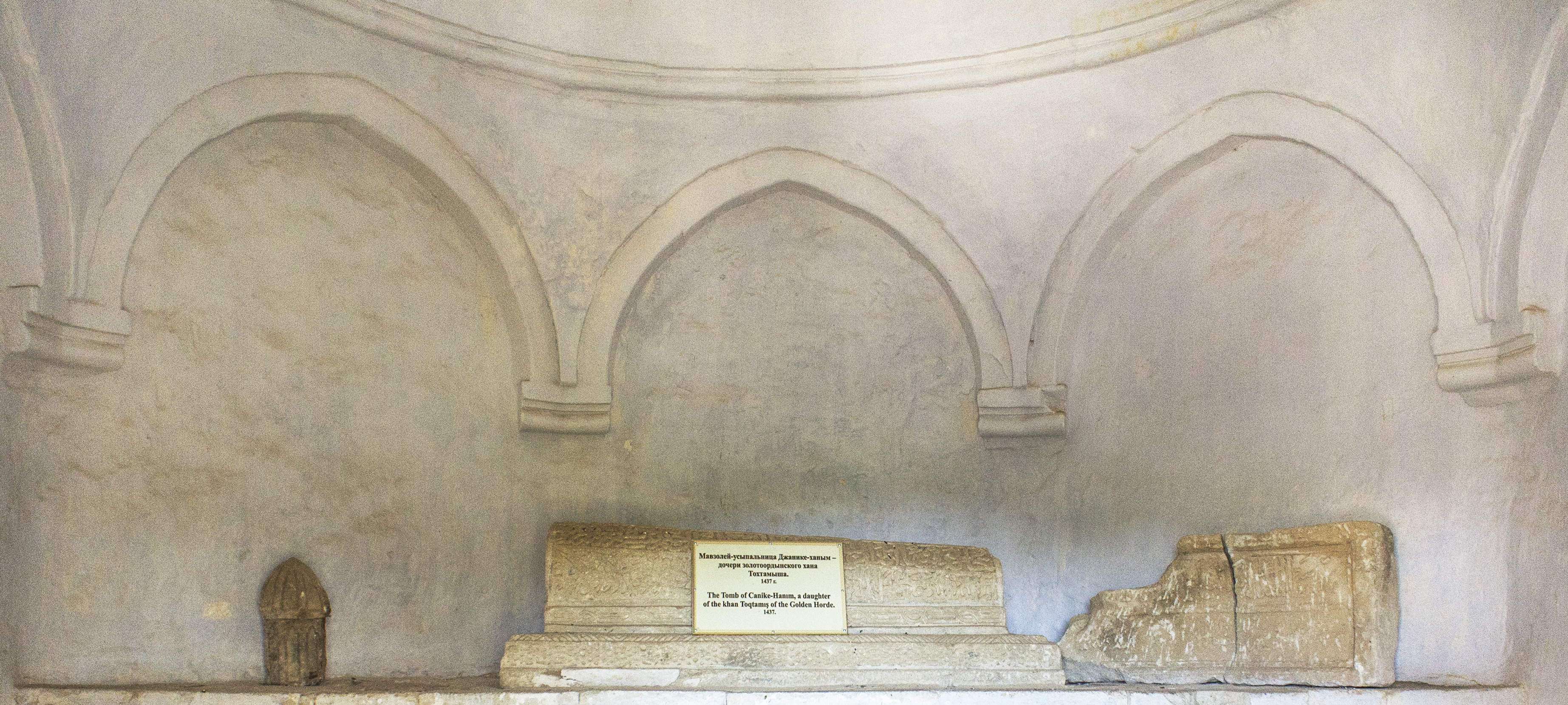
Надгробок Джаніке

Після смерті Джаніке був споруджений мавзолей (кримськотатарською — «дюрбе»). Мармуровий надгробок в дюрбе прикрашено арабським написом — «Це — гробниця великої государині Джаніке-ханим, дочки Тохтамиш-хана, яка померла місяця рамазана 841 року». Точний час спорудження мавзолею невідомий. За однією версією, дюрбе споруджено відразу після смерті правительки Кирк-Ора, за іншою — на початку XVI століття за правління Менглі Ґерая. Схожість архітектурного стилю з Дюрбе Хаджі Ґерая у Салачику та Ескі-Дюрбе в Бахчисараї дозволяють зробити припущення, що мавзолей Джаніке-ханим найімовірніше був зведений під час правління Менглі Ґерая.